# Euploea majuma
Euploea majuma är en fjärilsart som beskrevs av Ribbe 1898. Euploea majuma ingår i släktet Euploea och familjen praktfjärilar. Inga underarter finns listade i Catalogue of Life.